# 凱南圖
6°17′30″S 145°51′40″E / 6.29167°S 145.86111°E
凱南圖（英語：Kainantu），是巴布亞新畿內亞的城鎮，位於新畿內亞島東部，由東高地省負責管轄，是凱南圖縣的首府，距離戈羅卡90公里，每年平均降雨量1,800毫米，2000年人口6,723。